# 大众面包车
福士Volkswagen Multivan （也稱：Volkswagen Transporter) 是德國大众汽车于1950年生产至今的一种厢式多功能车，至2025年该代号产品已更新到第七代T7。第7代T7是與福特汽車合作推出，该系列第一代T1也同时是大众汽车历史继甲壳虫（原廠代号“VW Type 1）之后的第二款车型。其主要競爭對手為豐田Hiace、平治Vito和日產Urvan。多数人认为大众第二代T2是汽车发展历史中厢式多功能车始祖，Transporter是该车在全球的通用商业名称。

## 研发

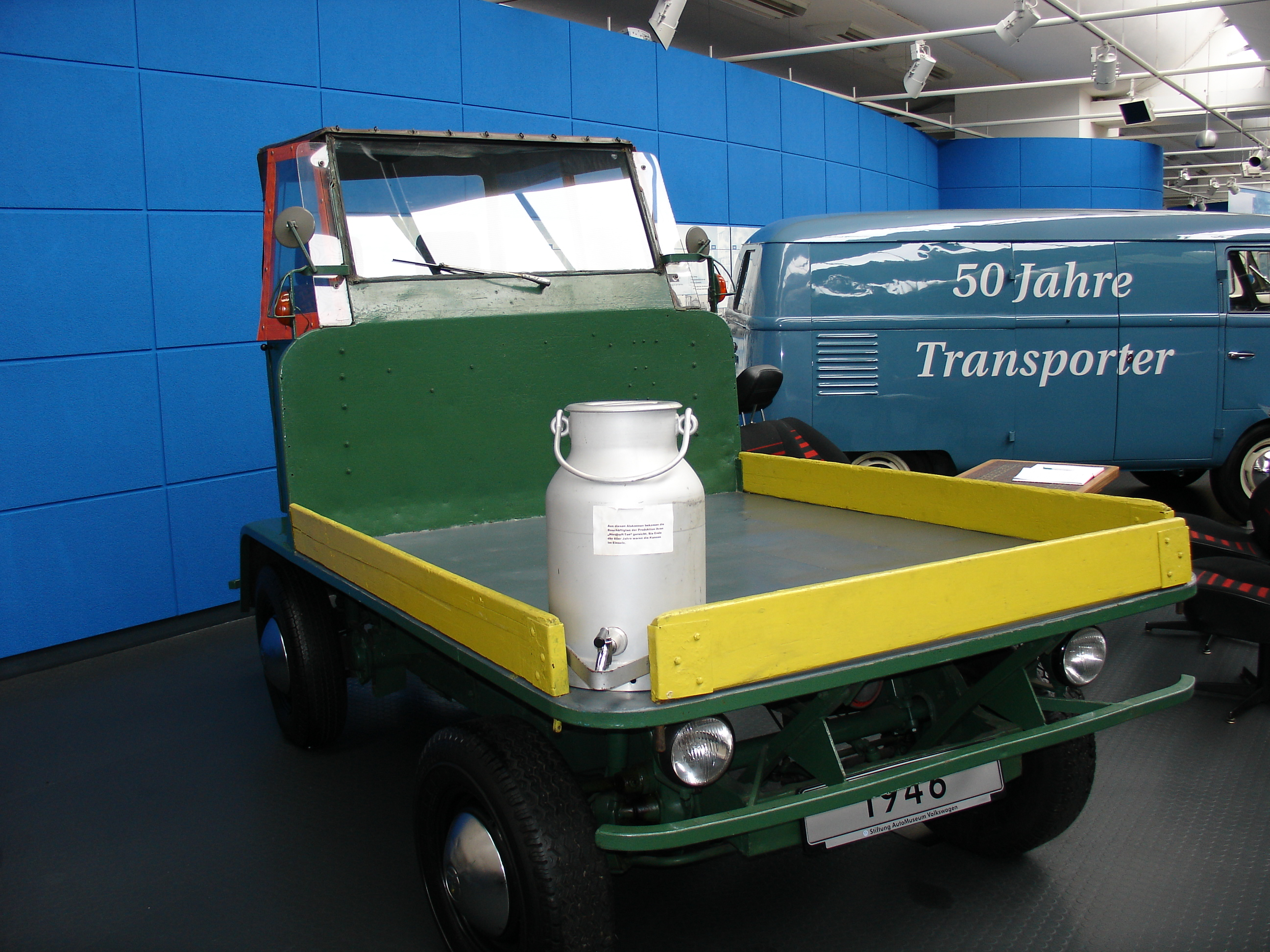
用于厂内运输的平板车，同样基于甲壳虫平台

最早提出Transporter这个概念的人是荷兰商人Ben Pon；1947年4月23日Ben Pon來到德國埃姆登準備採購貨品。当他在大众汽车厂内看到场内一部运输平板车时，来了灵感。他认为应该由此平板车为基础，推出一款封闭结构的运输车型，来满足二战后欧洲重建的需要。于是他拿出笔记本，绘制了一个椭圆形的车，看起来像一大块面包，下面安上四个车轮；驾驶室位于前轮上方，中部巨大空间供于装载，引擎及传动设备放置於最后端。當時该想法并没有得到对方过多关注，但对方还是答应Ben Pon将该设计概念上交总部。
一年后Ben Pon收到大众汽车的信件，信中表示当时时任大众汽车CEO的Heinz Nordhoff和技术部经理Alfred Haesner对该车型有很大兴趣，并在信中表明已进入研发阶段，选择了「甲蟲車」系列作为基础平台研发。通过将原型的不断完善，其具有了更低的风阻系数、更佳的操控性和耐用度。仅仅两年的时间，也就是1950年，几经改进的原型车就进入了量产阶段。

## 發展

### 第一代T1（1950-1975）

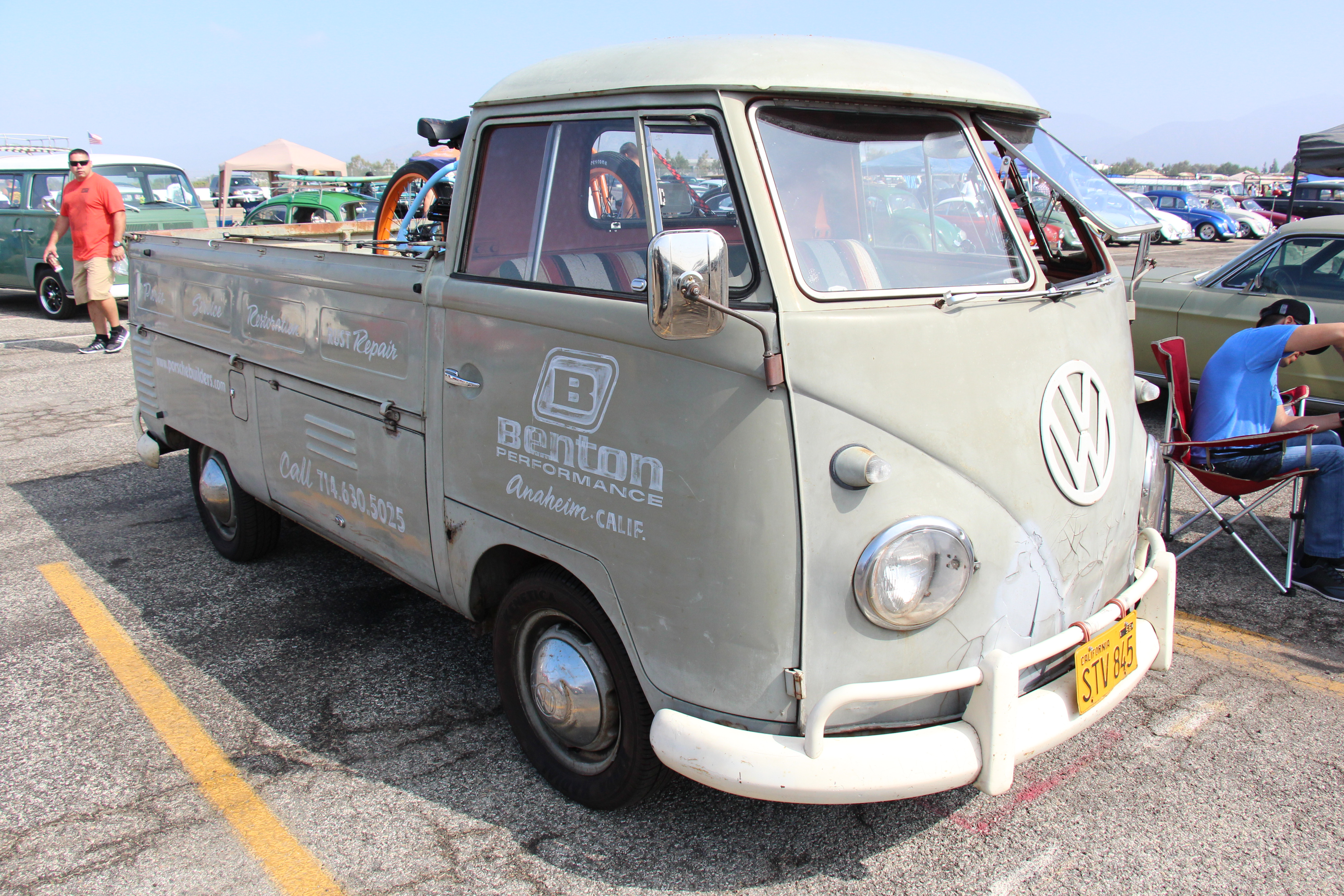
貨車版

1950年3月8日，大众T1正式在位于德國狼堡总厂与甲壳虫共线生产；同日，第一辆Panelvan货运版大众T1交到了客户手上。六年后的1956年3月8日，位于德國汉诺威新建成的大众商用车工厂正式启用，原狼堡工厂停止生产大众面包车。
大众T1的外观特征尤为明显，圆圆胖胖的车身线条，前脸的V字形凸起区域，硕大的VW标志、前大灯和两块分别可独立开闭的前风挡无不透露出非凡的个性。大众T1在早期的设计中曾考虑使用单块曲线前风挡，受限于当时的制造成本不得不放弃该方案；同样，前排车窗也因成本问题而放弃手摇而改为推拉式，这样做的同时对车内空气流通造成了一定影响，该车的塑料部件之少也是出于对成本的妥协，在那个年代金属加工所花费的费用要比塑料低很多，甚至连仪表盘都是由金属冲压而成，与车身连在一起。
大众T1运输车基于甲壳虫的后置引擎后轮驱动的设计，1950年至1953年装备了与甲壳虫相同的1.1升24.5 ps四缸风冷引擎;操控系统针对该车进行了适当的改进和优化，四轮鼓式刹车系统加大了尺寸；悬挂系统改变最大，采用了当时较为先进的四轮独立悬挂。
| 1950-1953大众T1規格表 | 數據                         |
| 引擎                  | 水平對臥氣冷四缸             |
| --------------------- | ---------------------------- |
| 排氣量                | 1130.4毫升                   |
| 缸徑X衝程             | 75×64毫米                    |
| 壓縮比                | 5.6                          |
| 馬力                  | 24.5 ps (18 kW) / 3300 rpm   |
| 扭力                  | 6.1 kg-m（60 Nm） / 2000 rpm |
| 變速器                |                              |
| 檔位                  | 齒比                         |
| 一檔                  | 3.60                         |
| 二檔                  | 2.07                         |
| 三檔                  | 1.25                         |
| 四檔                  | 0.80                         |
| 終傳比                | 6.20                         |
| 性能                  |                              |
| 最高速度              | 80 km/h                      |

#### 後續发展

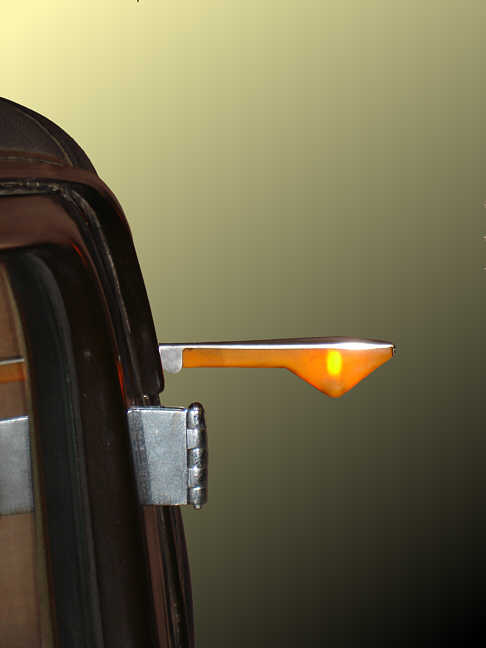
灯光条转向提示装置

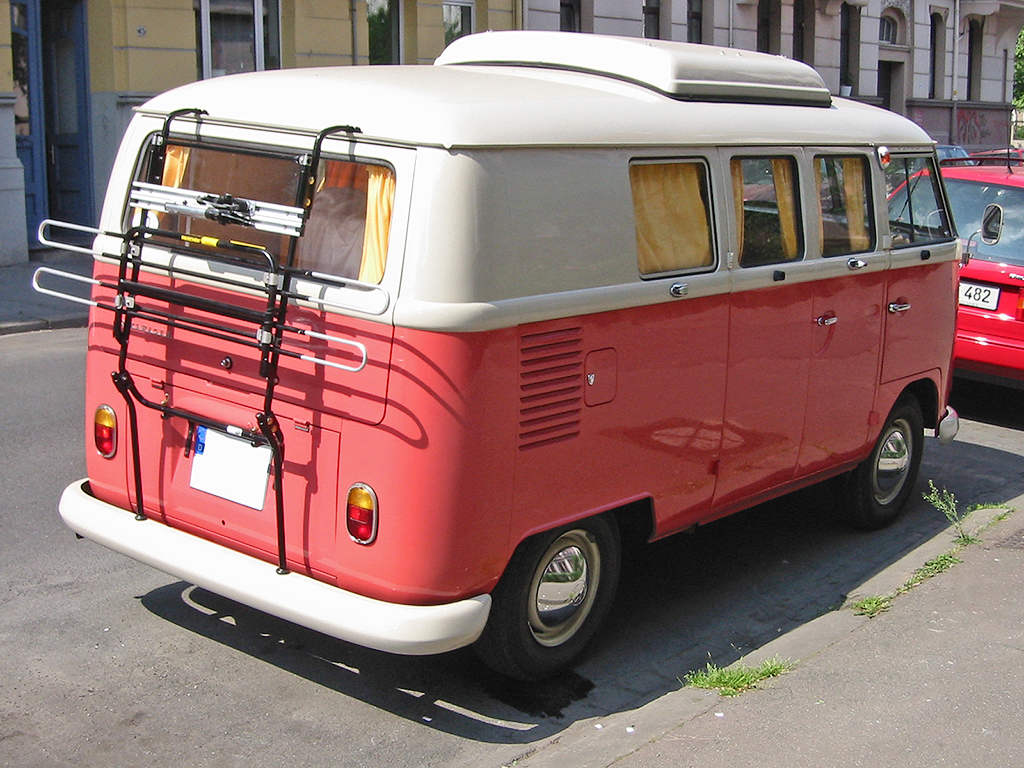
1963年-1967年的大众T1“Westfalia”露营车，增大后的尾门和尾窗

大众T1系列在近廿年的生产历史中经过多次小改款，其中1955年和1963年的改款变化较为明显。1955年的改款中，所有车型都添加了后保险杠（早期只有Samba-Bus豪华版配备后保险杠），风挡上方的车顶延伸同时在车顶下方增加了进风口并装备了暖氣系统，油箱从引擎室移到了后轴上，得益于引擎室的大幅缩小，尾舱门变得的更大，从后方装运货物更加方便。轮胎尺寸由16英寸（406毫米）降为15英寸（381毫米）；1963年的改款中，添加了侧滑门的款式，前后转向灯改为更大的圆形，尾门再次加大，上方的尾窗也随之增加了面积，而这种尾门与1967年换代产品大众T2完全相同，尾门增大的同时豪华版“Samba Bus”的两个后转角窗却被迫取消。
外形的细节上，1960年以前的大众T1并没有装配传统的转向灯，转向时通过位于B柱的一个灯光条摆动来提示，当时的甲壳虫也装备了同样的装置。1960年开始在车身前后装备小圆锥形的转向灯，1963年再次修改。
性能方面，1953年前只有一款1.1升24.5 ps（18 kW）的引擎。翌年全部升级为1.2升30 ps（22 kW），1959年再次提升到1.2升34 ps（25 kW），不过该升级后的引擎上市没多久就因产品质量问题召回，如今搭配该引擎的大众T1已成为收藏家的珍品。1963年的改款中，车身载重从750Kg升级到1000Kg，原有的1.2L的引擎全部淘汰，取而代之的是一款42 ps（31 kW）的1.5升引擎，刹车鼓也增加了尺寸，1965年开始装备双管液压刹车系统，動力升级为1.5升44 ps（32 kW）。
1967年7月，大众T1在西德汉诺威工厂正式停产，总产量为1960542辆。巴西地区的大众T1持续生产到1975年，具体产量不详。

#### 衍生型号与版本
下方是当年市场上所销售的版本。
- Panel van：1950年3月8日第一部交到客户手上的型号，除了前后风挡及左右前门玻璃外其他都覆盖铁皮，专供载货的厢型货车。
- Kombi：最初Kombi指的是有侧窗（比Panel van多了中后侧窗户）及容易拆座椅的厢式客货两用车，但在很多地方（尤其是南美），Kombi这个名词等同于Transporter──大众面包车的统称。
- Single Cab Pick-up：1952年9月发表的单厢货车-保留厢式车的车头驾驶舱，中后段改成框式载货平台。
- Double-cab Pick-up：基于“Single Cab Pick-up”驾驶舱往后延伸多加一排座椅可搭载四-五位乘员
- Microbus：专门用来载人的厢式客车，有7-9个座位，舒适性装备较多，例如皮内饰，暖氣系统等。
- Samba-Bus/Deluxe Microbus：Microbus的全景天窗版，装备了一个可开闭的帆布天窗和8个曲面小天窗。
- Westfalia：宿营房车，车内有厨卫等宿营设备。

除此之外，大众汽车仍提供很多特种车型，例如警车、救护车、消防车、殡葬车等。

### 第二代T2（1967-1979）
T2版本是於1967年推出。它基本上是T1的升級版本，車身外形只是稍作改動，例如擋風玻璃為一整幅設計，中間沒有直樑。而除了車身較前一任較重外，其引擎體積也較大，如排氣量已有1.6升。而T1則只有1.1-1.5升。
T2在面世後的十年裡，曾作過一些改良。其一是其防撞桿在車型面世時，屬渾圓設計。而在1970年代起，防撞桿一律改成工字鐵式，並呈直線形。而1970年代版本，其車頭方向燈也由車的底端，改為設在車頭擋風玻璃之下。至於引擎的馬力，在1970年代版本中，也由原來的47匹馬力增大為50匹。為便於進一步識別，車頭的廠章也有所縮小。
此版本於1967年8月在德國率先投入生產。其後陸續在美國、巴西、墨西哥等地投產。由於在南美洲需求仍甚殷，儘管德國工廠已於1979年完成最後一部T2的生產，相關版本至今仍然在巴西生產著。而為了適應巴西當地政府修訂的條例，除了在車頭加設引擎散熱欄外，引擎也改為由乙醇或汽油驅動。至於其他地區，則早已於1996年左右停產。

### 第三代T3（1979-2002）

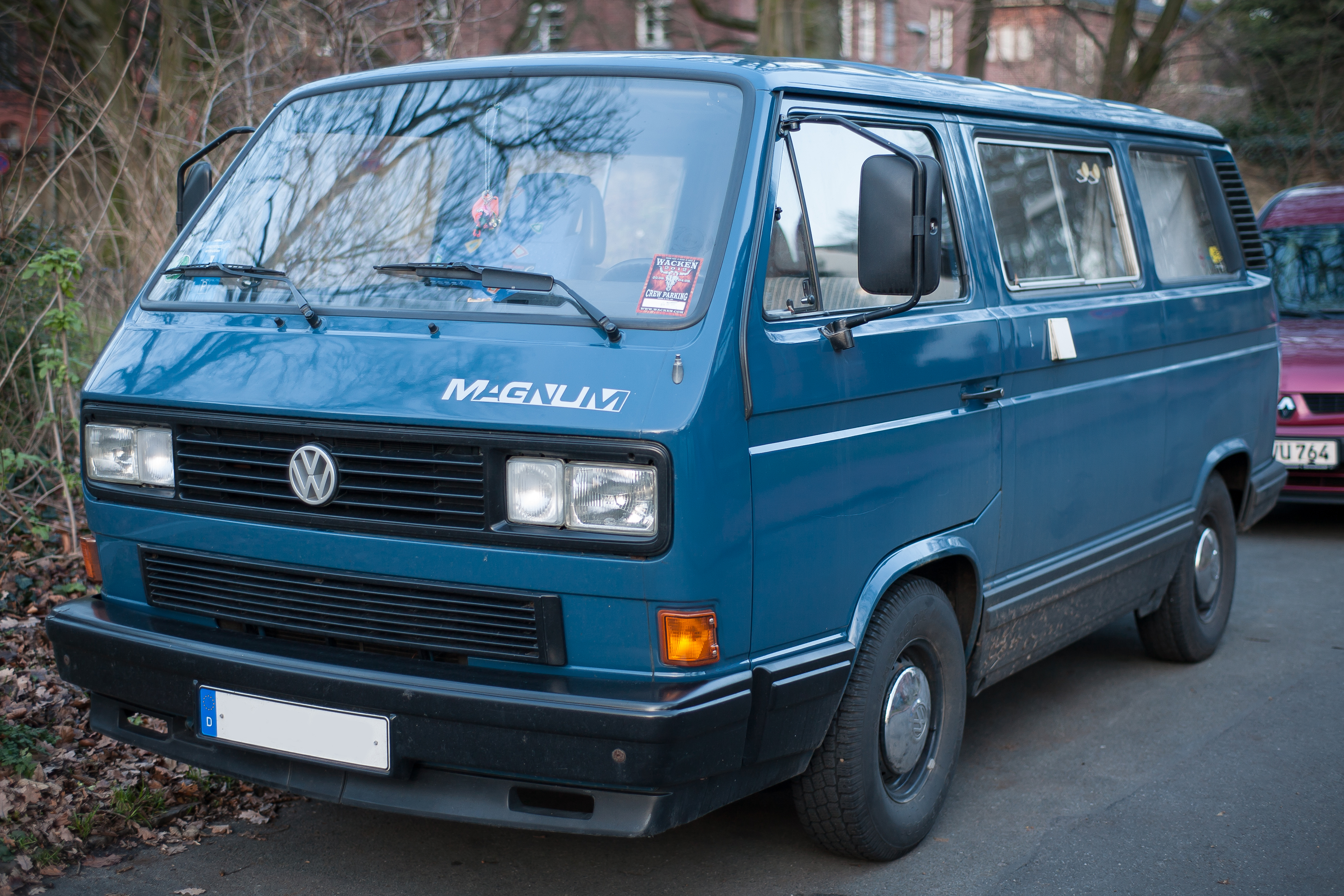
小改款

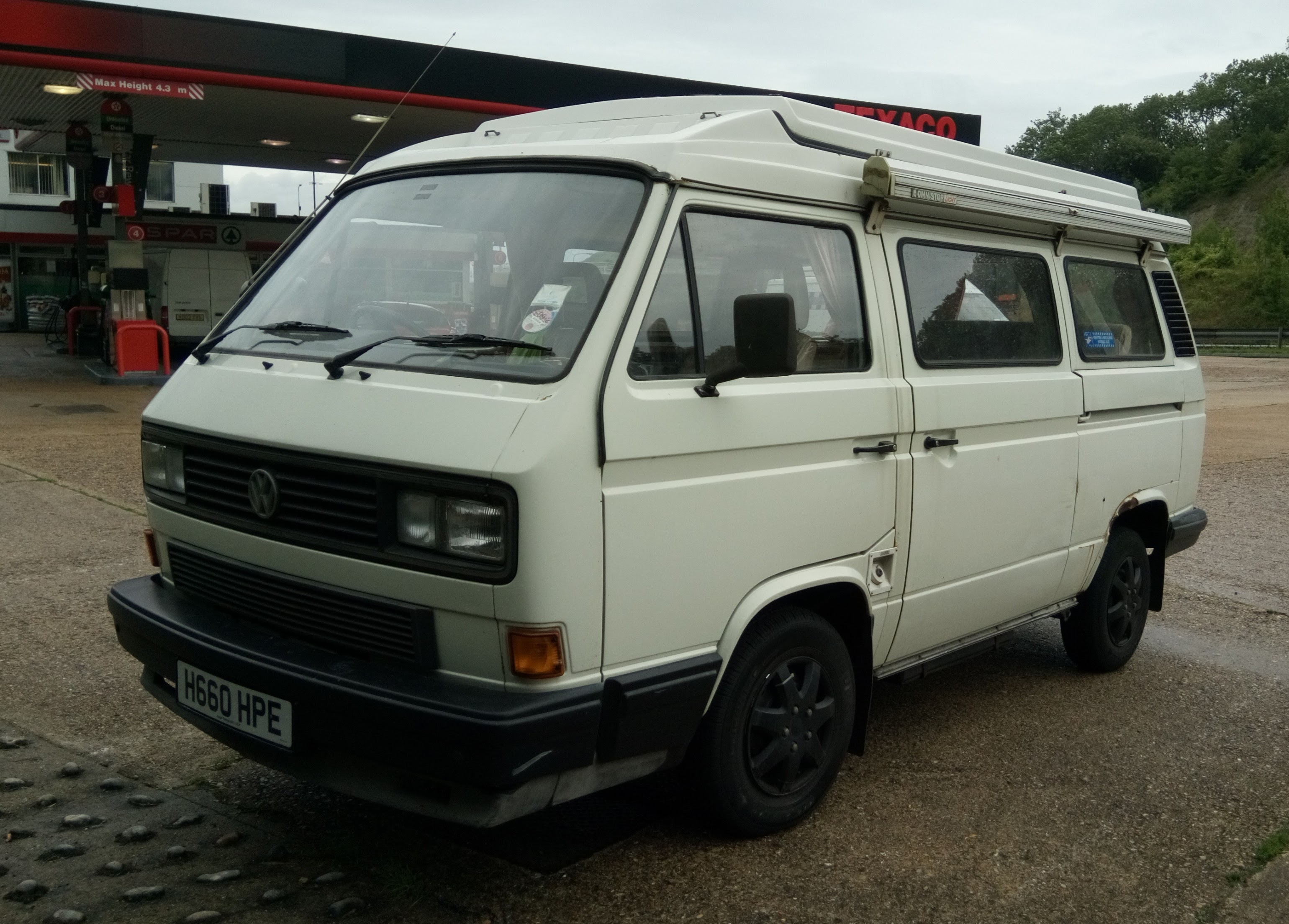
T3小改款露營車

於1979年面世的T3，在美國又稱為Vanagon。T3版本在對上兩款型號，不論在車身上或機械上，已有大幅度升級。車身方面全面採用方角直線形，有別於前兩任之渾圓車身。車頭之方向指示燈一律設於防橦桿之上。而防撞桿，則一律是方角直條型，與車身一樣。由於車身體積變大了，重量也稍為增加。
機械方面T3首次地使用了水冷引擎。容缸容量小則1.6升，大則2.6升，比前兩任大。而馬力方面，1.6升容缸有50匹馬力，2.0升有70匹，而2.1升以上馬力更達逾百匹。而為確保引擎有散熱效果，T3車頭一律有引擎散熱欄，而車頭廠章則設於散熱欄上，也較小。
除此之外T3還配備了空調系統。這在1980年代是一個突破。
T3是於1979年5月於德國正式生產，其後也於南非設有生產線。相比起T1和T2，T3仍能在德國本土以及歐洲、美國、印度尼西亚、南美洲以至非洲取得不俗銷路。在1980年代，美國空軍經常採用T3型作為行政車輛。儘管在1992年6月於德國停產，為針對南非市場需要，福斯車廠仍保留T3在南非的生產線，至2002年為止。

### 第四代T4（1989-2003）
T4是於1990年正式推出，在美國又稱作Eurovan。與前三任最大不同的是，T4首次地不採用後輪驅動，反而是前輪驅動，這與歐霸Daily以及梅賽德斯-奔馳Sprinter屬同一設計。因之T4之前輪與後輪之間的距離，也比前三任為長。
除此之外T4整體配搭與T3差不多，都是直線式車身，車頭設有引擎散熱欄，但車頭燈則改四方形代替圓形，而方向指示燈則設於車頭燈兩側。引擎方面則最高可達二百匹，少則也有六十匹，配置柴油引擎或汽油引擎。與此同時也配備水冷引擎和空調系統。
1990年德國車廠已率先投入生產T4，1994年11月起，台灣成為第一個福斯T4的海外生產地区，由福斯及慶豐集團合資設廠，在桃園縣觀音鄉開設生產基地，後來也把一部份交給印尼雅加達之當地車廠代工。T4針對市場需求的特點，有短軸及長軸兩種主要的設定，三排座椅可容納7-9人的載客數，亦成為旅遊或機場接送的主力市場。關於改用前輪驅動原因，福斯車廠迄今仍沒公開。

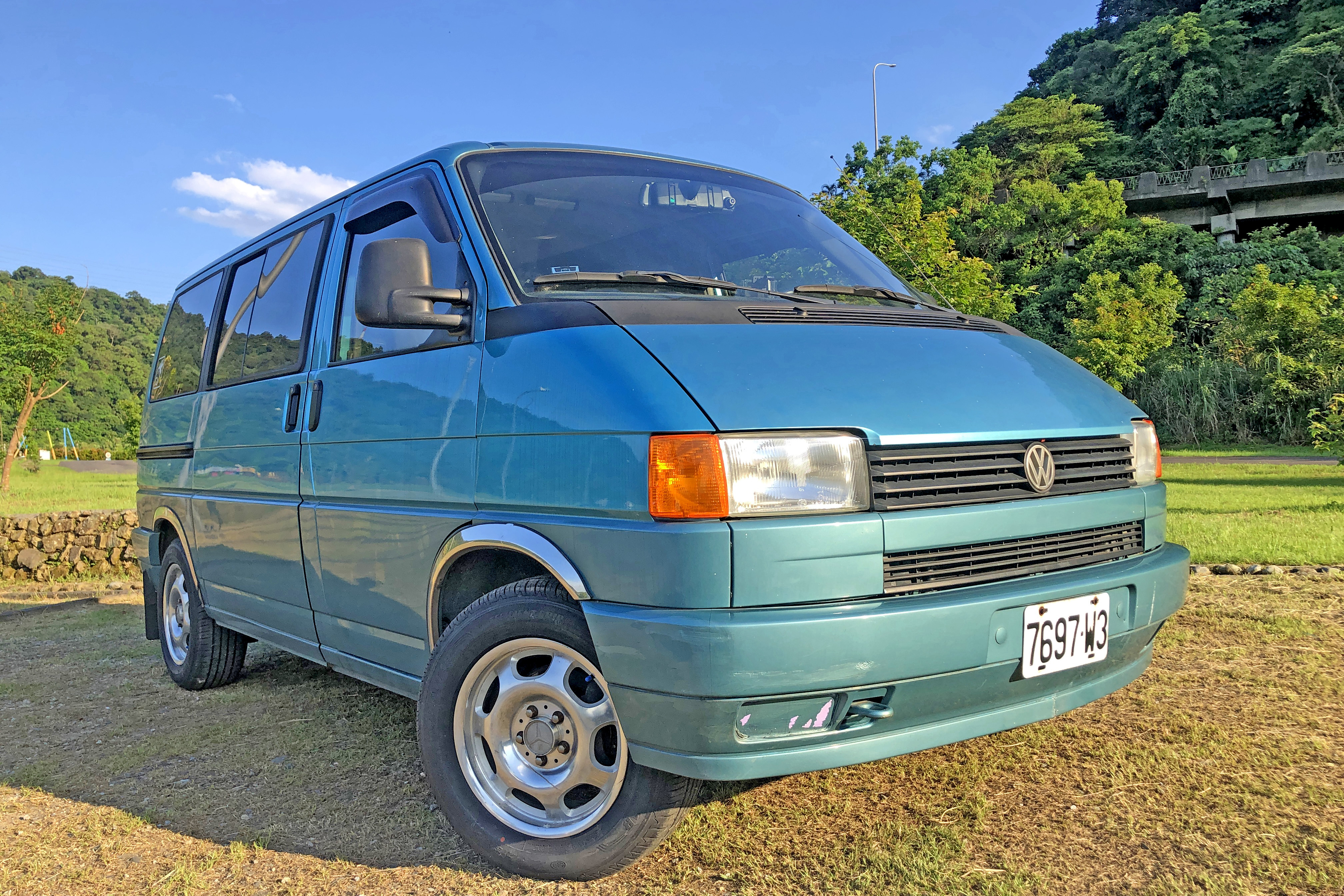
台灣慶眾汽車生產的T4廂型車

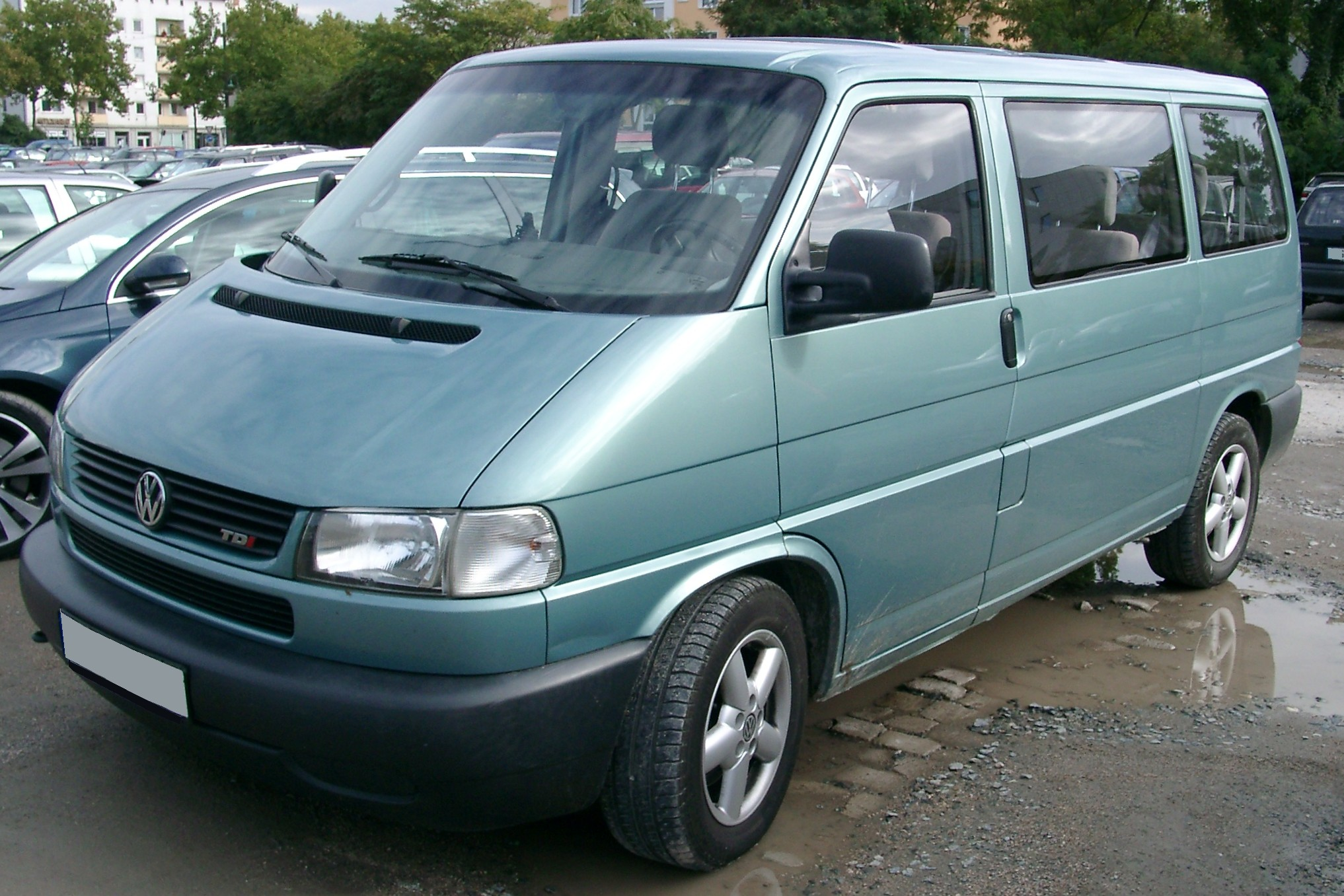
小改款

然而對比起前三任，北美T4的市場反應卻出乎意料的差。例如1993年T4系列開始打入北美市場，包括加拿大、美國、墨西哥。但在美國推出僅一年，便因銷量奇差而停止繼續引進，只有保留加拿大和墨西哥的銷售網。儘管如此，T4在自1990年投產起，仍生產了接近十四年，至2003年才宣告停產。
值得一提的是，T4是福斯汽車眾多麵包車中，首次官方性地採用「Transporter」此一正式名稱。

### 第五代T5（2003-2014）
T5於2003年4月正式投入生產。整體設計跟T4沒太大分別，仍是前輪驅動或四輪驅動。採用2.0升柴油雙渦輪增壓引擎的T5最大可達180匹馬力；採用3.2升的V型六缸汽油自然進氣引擎輸出則可達238匹馬力。
一般來說T5買家主要以歐洲人為主，例如德國本土和英國。北美方面則只有墨西哥引進，而美國則因為引進了新稅例，規定輕型貨車要繳納25%額外進口稅款，最終沒有引進入美國。

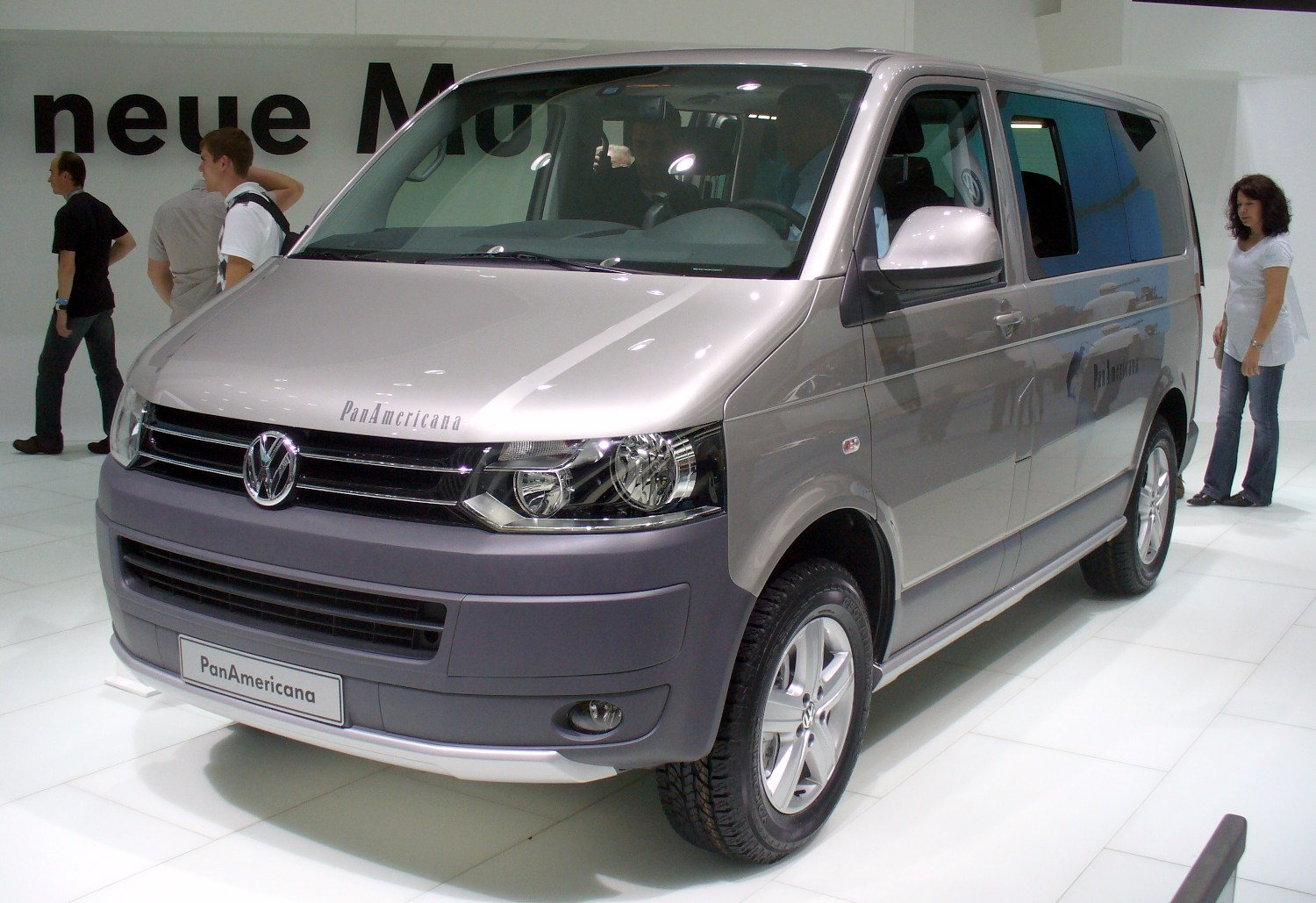
小改款

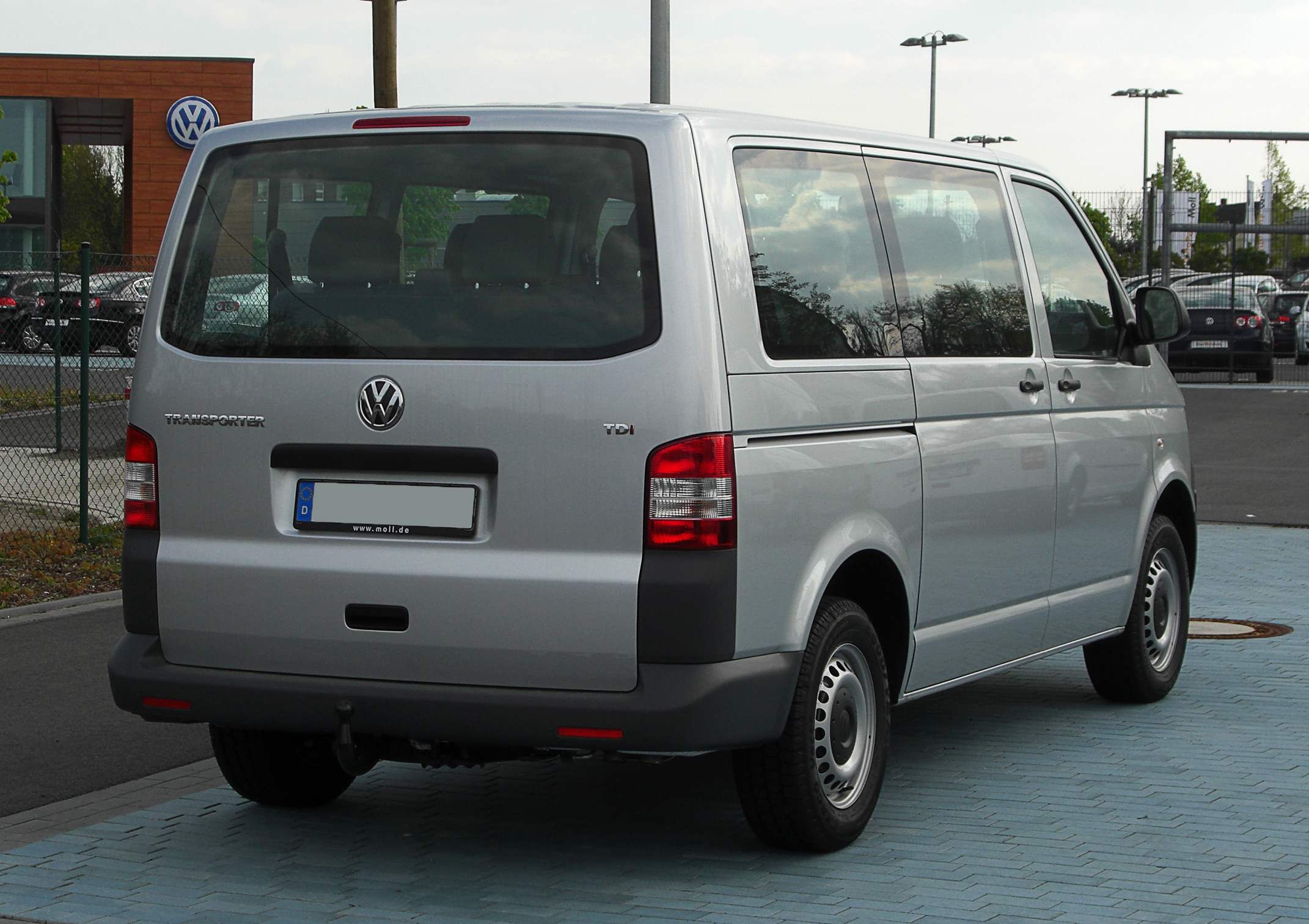
小改款後方

### 第六代T6（2015-2021）

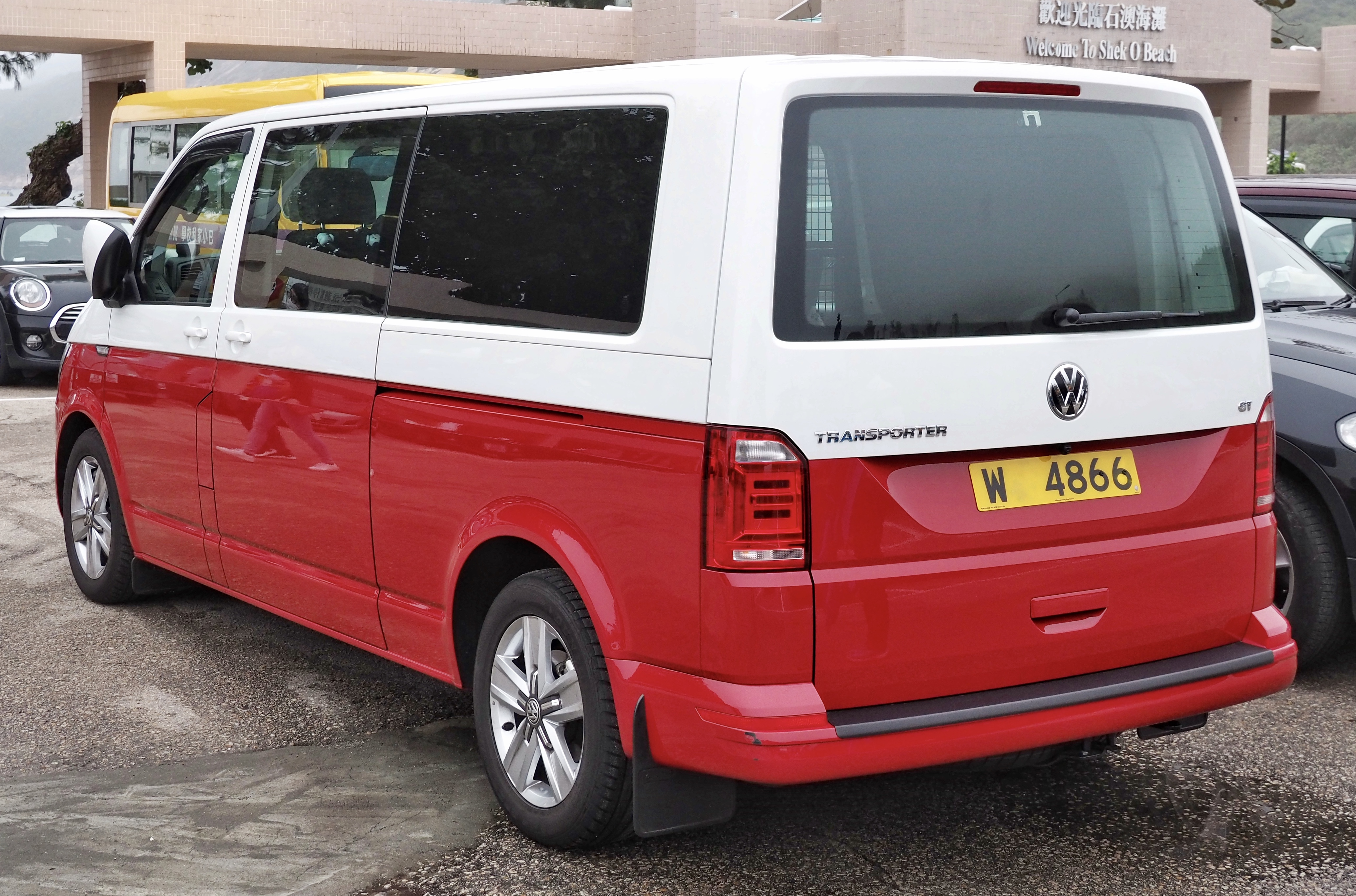
後方

第六代大眾T6於2015年發表，相較於T5的差異不大，同樣採取柴油引擎前輪驅動的配置，但是Caravelle長軸版有四輪驅動（4Motion）的版本，變速箱的操控則從機械操控改為電子線傳，車體配有剎車動能回收系統，原廠將其車系分為Multivan、California和Caravelle，其中Caravelle仍舊有短軸、長軸之別，差異在於尾端多40公分。
2019年T6進行一次小改款稱為T6.1，首度將電子式輔助方向盤導入T系列車系，兩側前葉子板也增加側燈的設計，其餘規格都與T6無異。
於同年亦推出T6.1 R（即T6.1運動版）相對於普通版T6.1，T6.1R系由ABT合作改裝而成，引擎匹數提升之204匹、儀表盤轉用液晶錶盤、更換了ABT避震、增加了ABT包圍及使用上255 45 R18輪軚。

### 第七代T7（2021-）
福斯集團於2021年11月10日，推出全新世代T7，採用集團模組化底盤MQB為開發基礎，上市則馬上用MultiMan做為形象表現，T7同樣有短軸和長軸可供消費者選擇（4.98 或 5.18米），由於歐陸環保政策的要求下，T7首次在車系當中提供PHEV插電式混合動力的版本。
車身高度上T7為1900mm略低於上個世代T6.1的1935mm，地板設計也比T7也比T6.1降低7mm，前擋風玻璃採取更為傾斜的角度，使得風阻係數成為歷年來最佳的車款。

## 影響
一般認為福斯麵包車是汽车发展历史中厢式多功能车始祖。在此之前商用汽車大多都不是這種設計。自上個世紀開發T4的同時，賓士也借用其設計開發出梅賽德斯-賓士Sprinter車款，儘管如今福斯麵包車受歡迎程度已大不如前，日後類似車型也在其他車廠中紛紛仿效，例如日產Urvan和豐田Hiace、豐田Alphard等等。